# Xavier Nicole
Xavier Nicole, né le 17 août 1925 à Strasbourg et mort le 21 septembre 1990 à Illkirch-Graffenstaden, est un jeune adolescent  résistant français en Alsace pendant la Seconde Guerre mondiale. À 15 ans, il est l'agent de liaison entre les groupes Feuille de Lierre et la Main noire. Il est arrêté par la Gestapo et interné au camp de sûreté de Vorbruck-Schirmeck puis incorporé de force dans la Wehrmacht.

## Biographie
Xavier Nicole habite avec ses parents à Illkirch-Graffenstaden.

### Entrée en Résistance
En 1940, après le départ de l'armée française et avant l'arrivée des Allemands, aidé par Bernard Mattern, il cache dans la forêt du Rhin des armes, des grenades, des munitions et des explosifs abandonnés par les militaires français.
Après l'annexion de fait de l'Alsace, il entre  à la Fortbildungsschule (« école de formation professionnelle ») et devient apprenti à la Société Alsacienne de Construction Mécanique (SACM) à Illkirch-Graffenstaden.
Plus tard, par l'intermédiaire de  Edmond Erb Xavier Nicole adhère au groupe Feuille de Lierre avec lequel il participe, la nuit, à diverses actions comme le collage d'affiche, le vol de drapeau à croix gammée ou la peinture des boites aux lettres de la Reichspost en bleu, blanc, rouge,.
Il fouille les forts de la ceinture fortifié de Strasbourg, notamment celui d'Uhrich et celui d'Hoche où il trouve des explosifs et tout le matériel pour les faire fonctionner (détonateur, cordon détonant…).
Il apprend aux jeunes du groupe Feuille de Lierre le maniement des grenades à main et les faisant tirer dans l'eau pour étouffer le bruit. Au cours d'un entrainement, le jeune René Walter se blesse. Il est évacué chez les sœurs catholiques qui le soignent clandestinement.
Par l'intermédiaire de Lucien Entzmann, un camarade de Fortbildungsschule, et François Mosser, il s'engage au sein du groupe de la Main Noire. Au sein de cette organisation, il devient responsable du secteur Sud de Strasbourg. Xavier Nicole assure la liaison entre les groupes Feuille de Lierre et la Main Noire,.
À deux reprises, la nuit, il guide Marcel Weinum, le chef de la Main Noire et Albert Uhlrich, dans les forts Uhrich et Hoche où ils récupèrent, malgré la surveillance allemande, des charges de dynamite et des grenades. Les deux adolescents utiliserons plus tard ces dernières contre la voiture du Gautleiter Robert Wagner,.

### Arrestation
Le 28 juillet 1941, dans le cadre du démantèlement de la Main Noire, Xavier Nicole est arrêté par la Gestapo sur son lieu de travail. Il est séparé des autres membres du groupe Feuille de lierre et envoyé à Mulhouse avec ceux de la Main Noire. Il y subit des interrogatoires musclés. Le 12 août 1941 il est interné à la prison Sainte-Marguerite de Strasbourg. Le 10 octobre 1941, il est transféré au camp de sûreté de Vorbruck-Schirmeck. Il est libéré le 2 avril 1942, pour être incorporé de force dans la Wehrmacht. Il est fait prisonnier de guerre, interné dans un camp et revient en France en 1945.